# Dendronephthya furcata
Dendronephthya furcata is een zachte koraalsoort uit de familie Nephtheidae. De koraalsoort komt uit het geslacht Dendronephthya. Dendronephthya furcata werd in 1952 voor het eerst wetenschappelijk beschreven door Utinomi. 